# 난쟁이카이만
난쟁이카이만(Dwarf caiman)은 남아메리카 북부와 중부 출신의 앨리게이터과에 속하는 작은 악어이다. 브라질, 볼리비아, 콜롬비아, 에콰도르, 프랑스령 기아나, 가이아나, 파라과이, 페루, 수리남, 트리니다드 토바고 그리고 베네수엘라에서 발견된다. 강가의 숲, 호수 근처의 범람한 숲, 그리고 빠르게 흐르는 강과 개울 근처에서 살고, 건조한 땅을 가로질러 임시 웅덩이에 도달할 수 있고 다른 종의 카이만보다 더 차가운 물을 견딜 수 있다. 이 종의 다른 일반적인 이름으로는 사향카이만(Musky caiman), 퀴비에난쟁이카이만(Cuvier's dwarf caiman), 퀴비에카이만(Cuvier's caiman)이 있다.

## 묘사
난쟁이카이만은 현존하는 가장 작은 신대륙 악어이다. 수컷은 최대 길이가 약 1.6m까지 자라는 반면, 암컷은 보통 1.2m를 넘지 않는다. 기록상 가장 큰 표본의 길이가 1.73m였다. 난쟁이카이만의 최대 크기를 과소평가한 것일 수 있는데, 거의 모든 큰 성체가 꼬리 끝을 잃었고, 판타나우 지역에서 측정된 가장 큰 표본의 주둥이-항문 길이가 1.125m (꼬리가 온전한 전체 길이가 2.1m에 해당)였기 때문이다. 성체의 몸무게는 보통 약 6~7kg으로 몇몇 더 큰 종의 악어의 6~12개월 된 표본과 거의 같은 무게이다. 이 종의 큰 성체는 최대 37kg까지 나갈 수 있다. 난쟁이카이만은 등쪽(위)과 배쪽(아래) 양쪽에 강한 갑옷을 가지고 있는데, 이것은 포식을 줄이는 데 있어 작은 몸집을 보완할 수 있다. 이러한 보호를 제공하는 진피 비늘은 뼈가 있는 기본을 가지고 있으며, 골배엽이라고 알려져 있다.
머리는 악어가 보기에 특이한 모양으로 돔 모양의 두개골과 짧고 매끄럽고 끝이 위로 향하며 오목하게 주둥이가 있어 오히려 개의 머리를 닮았다. 위턱이 아래턱보다 현저하게 앞쪽으로 뻗어 있다. 위턱의 양쪽에는 상악 전치 4개, 아래턱의 양쪽에는 14~15개의 상악치가 있고 21개 또는 22개의 치아가 있어 총 80여 개의 치아를 가지고 있다. 목은 비교적 가늘고 등쪽의 견갑골은 매끈이카이만보다 덜 두드러진다. 꼬리에 있는 두 줄의 견갑골은 작고 세로로 돌출되어 있다. 성체는 암갈색-흑색에 머리는 암갈색이고, 어린 난쟁이카이만은 갈색에 검은 띠가 있다. 눈의 붓꽃은 모든 연령대가 밤갈색이고 눈동자는 세로로 트여 있다.

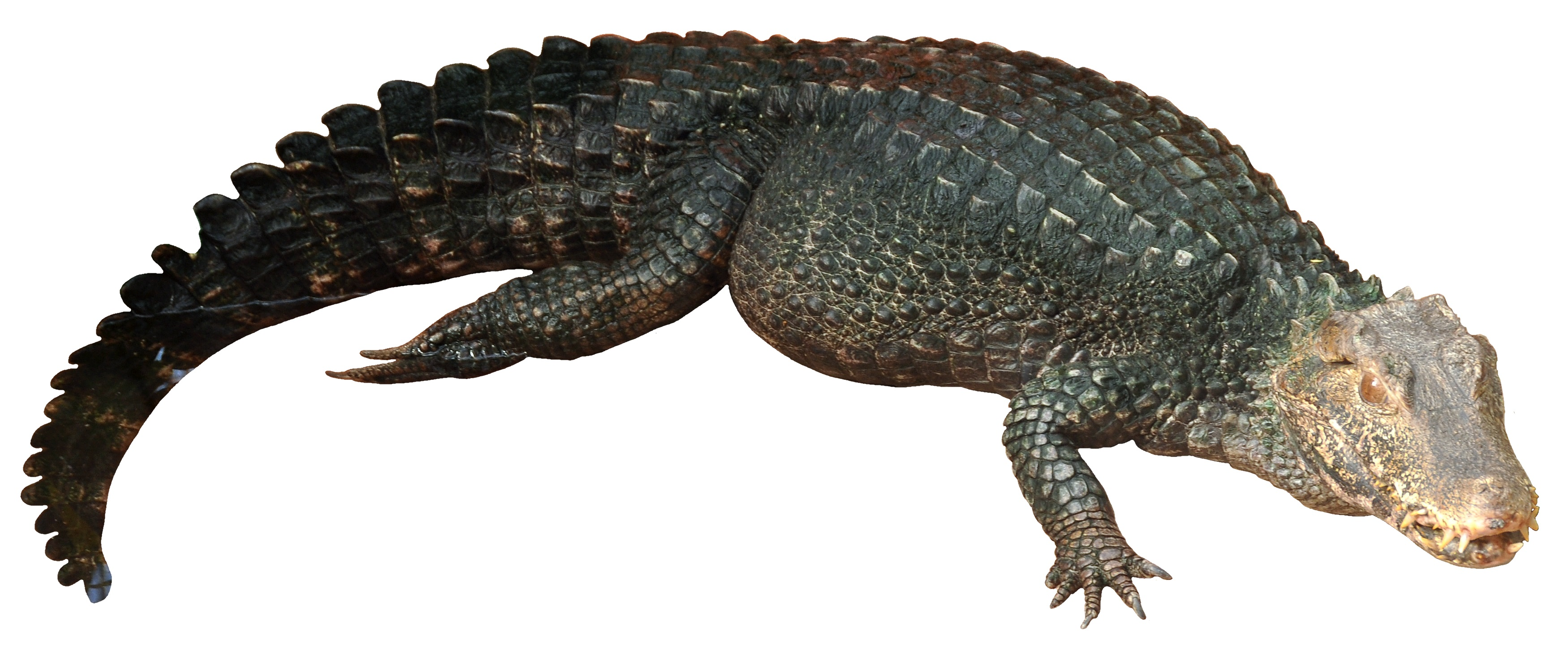
비늘 배열은 난쟁이카이만을 식별하는 데 유용한다.

## 분포 및 서식지
난쟁이카이만은 남아메리카의 열대 북부와 중부 지역이 원산지이며, 오리노코강, 상프란시스쿠강, 아마존강의 배수구와 파라과이강 상류에 존재하며, 발견되는 나라는 페루, 에콰도르, 콜롬비아, 베네수엘라, 가이아나, 수리남, 프랑스령 기아나, 브라질, 볼리비아, 트리니다드 토바고 그리고 파라과이를 포함한다. 파라과이까지 확장되고 브라질의 더 넓은 지역을 포함하기 때문에, 이 종의 범위는 동정적인 매끈이카이만의 범위보다 오히려 더 크다.
난쟁이카이만은 민물 종으로 숲이 우거진 강가 서식지와 호수 주변의 침수림 지역에서 발견된다. 물이 빠르게 흐르는 강과 개울을 선호하는 것처럼 보이지만 베네수엘라와 브라질 남동부의 조용하고 영양이 부족한 물에서도 발견된다. 밤에 육지 위를 꽤 먼 거리를 이동할 수 있으며 성체 이하의 개체들은 고립된 임시 웅덩이에서 가끔 발견된다. 분포 지역의 북부와 남부에서도 사바나 국가의 갤러리 숲에서 발견되지만 야노스와 판타나우의 그러한 서식지에서는 발견되지 않는다. 난쟁이카이만은 다른 종류의 카이만에 비해 상대적으로 시원한 물에 관대한 것으로 보인다. 낮 동안에 개체들은 때때로 굴 속에 눕기도 하지만 어떤 때는 바위 더미나 태양 자체 위에 누워 해를 바라보며 등을 드러낸 얕은 물 속에서 휴식을 취한다.

## 행동생태학
난쟁이카이만은 주로 야행성이다. 그들은 많은 다양한 미세 서식지를 차지하기 때문에, 그들의 식습관은 지역에 따라 다른 것으로 여겨진다. 성체는 물고기, 양서류, 작은 포유류, 새, 게, 새우, 연체동물, 곤충 및 기타 무척추동물을 먹고 사는데, 이들은 물이나 땅에서 잡는다. 어린 물고기는 적게 먹지만, 딱정벌레와 같은 육지 무척추동물뿐만 아니라 갑각류, 올챙이, 개구리, 달팽이도 먹는다. 먹이는 대부분 통째로 삼켜지고 모래주머니에 의해 빻아진다. 판타나우에서, 난쟁이카이만은 건기 동안 굴에서 살며 한 번에 며칠 동안 약 22°C의 온도를 유지할 수 있다.